# Anju to Zushiōmaru
Anju to Zushiōmaru (安寿と厨子王丸) é um filme de animação do Japão de 1961, dirigido por Taiji Yabushita e produzido pelo estúdio Toei Animation que, nos anos 60, tornou-se um dos maiores estúdios de animação.

## Sinopse
O filme baseado numa lenda oriental, na qual um homem é acusado de um crime que não cometeu.